# Maria Enzersdorf
Maria Enzersdorf is een Marktgemeinde in het district Mödling van de Oostenrijkse deelstaat Neder-Oostenrijk. De gemeente heeft ongeveer 8200 inwoners. In de gemeente ligt kasteel Liechtenstein.

## Geografie
De gemeente heeft een oppervlakte van 5,36 km² en ligt in het noordoosten van Oostenrijk; iets ten zuiden van de hoofdstad Wenen.

## Sport
De plaatselijke voetbalclub is FC Admira Wacker Mödling; deze speelt haar thuiswedstrijden in de BSFZ-Arena.

## Partnergemeente
Maria Enzersdorf was van 1976 tot 2006 een partnergemeente van Bergschenhoek. Naar Bergschenhoek is in de gemeente een park genoemd.

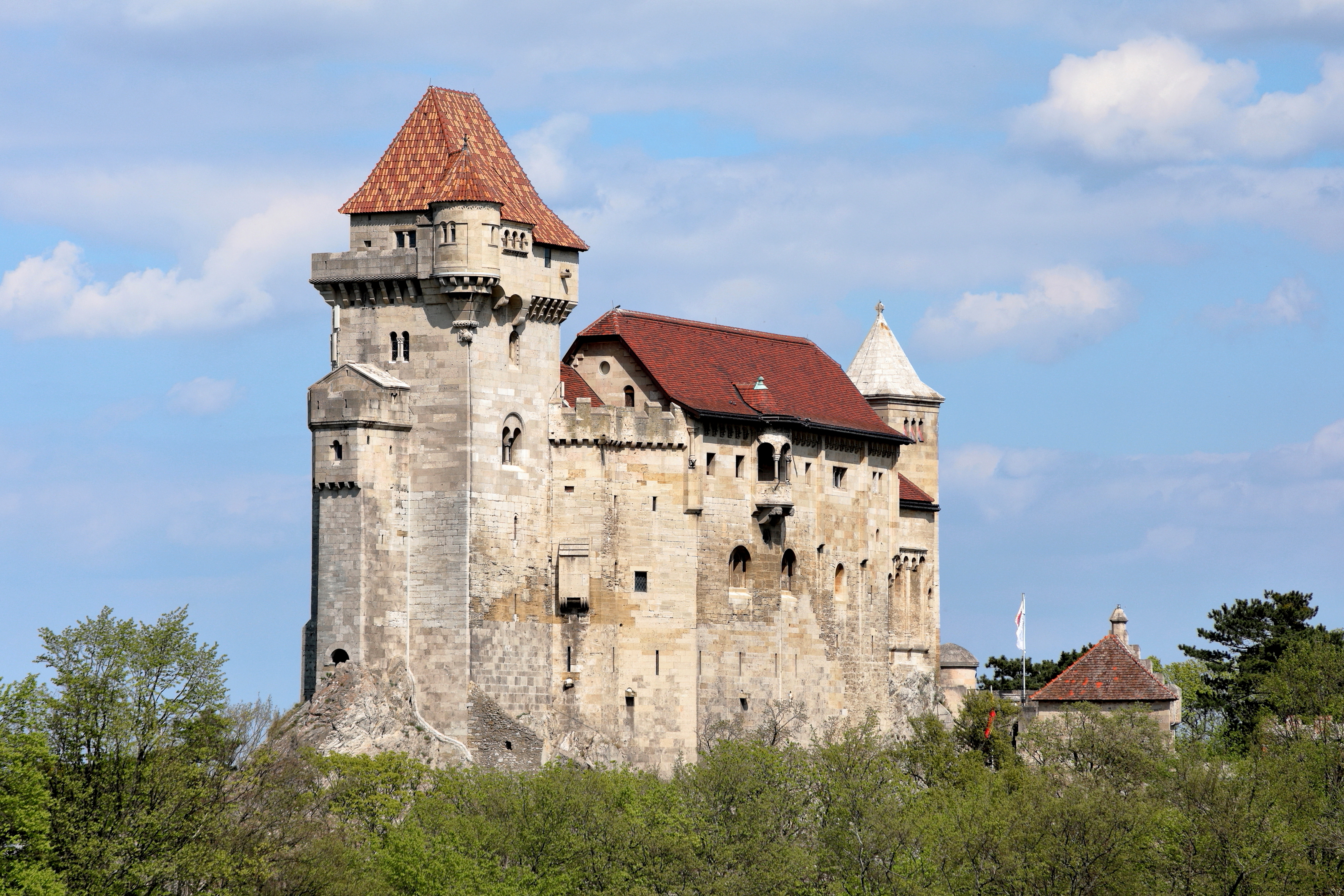
Kasteel Liechtenstein

Achau · Biedermannsdorf · Breitenfurt bei Wien · Brunn am Gebirge · Gaaden · Gießhübl · Gumpoldskirchen · Guntramsdorf · Hennersdorf · Hinterbrühl · Kaltenleutgeben · Laab im Walde · Laxenburg · Maria Enzersdorf · Mödling · Münchendorf · Perchtoldsdorf · Vösendorf · Wiener Neudorf · Wienerwald
- Gemeinsame Normdatei: 4114994-4
- Library of Congress Control Number: n79103961
- MusicBrainz: ccc1d7a4-a71b-4001-9ec7-9c049b008968
- Nationale Bibliotheek van Tsjechië: ge1155485
- Nationale Bibliotheek van Israël: 987007550328705171
- Virtual International Authority File: 245683562
- WorldCat: E39PBJfxcBQvWr6y7r36m9jHmd